# Catherine Opie
Catherine Opie (nascida em 1961)  é uma artista visual dedicada a fotografia e educadora americana. Ela vive e trabalha em West Adams, Los Angeles como professora de fotografia na Universidade da Califórnia em Los Angeles (UCLA).
Por meio de retratos e fotografia de paisagem, Opie cria obras relacionadas às expressões de gênero e identidades, documentando a relação entre o indivíduo e o espaço habitado.
Ela é conhecida por seus retratos da comunidade LGBT de Los Angeles.

## Vida
Opie nasceu em Sandusky, Ohio. Ela passou sua infância em Ohio, e foi fortemente influenciada pelo fotógrafo Lewis Hine. Aos nove anos, ganhou uma câmera Kodak Instamatic e imediatamente começou a tirar fotos de sua família e da comunidade local. Aos 14 anos, criou sua própria câmara escura.
A artista recebeu o grau de Mestre em Belas Artes do California Institute of the Arts (CalArts) em 1988. Antes de chegar à CalArts, ela trabalhava estritamente em fotografia preto e branco. O projeto de tese de Opie intitulado Master Plan (1988) analisou mais profundamente canteiros de obras, esquemas de anúncios, regulamentos de proprietários e o layout interno de suas casas na comunidade de Valencia, Califórnia.
Em 1988, Opie mudou-se para Los Angeles, Califórnia, e começou a trabalhar como artista.e como técnica de laboratório na Universidade da Califórnia, Irvine. Opie e sua parceira, a pintora Julie Burleigh, construíram estúdios no quintal de sua casa no em Los Angeles.
Em 2001, Opie deu à luz um menino chamado Oliver por meio de inseminação intrauterina.
No Museu Hammer, Opie fez parte do primeiro Artist Council (uma série de sessões com curadores e administradores de museu) e serviu no conselho de supervisores. Junto com outros artistas John Baldessari, Barbara Kruger e Ed Ruscha, Opie atuou como membro do conselho do Museu de Arte Contemporânea de Los Angeles. Em 2012, ela e os outros renunciaram; no entanto, eles se juntaram ao comitê de busca de 14 membros do museu para um novo diretor após a renúncia de Jeffrey Deitch Opie voltou para apoiar o novo diretor do museu, Philippe Vergne, em 2014. Ela também fazia parte do conselho da Fundação Andy Warhol.

## Trabalho

### Arte

Dusty by Opie, 2007

O trabalho de Opie é caracterizado por uma combinação de preocupações formais, uma variedade de tecnologias de impressão, referências à história da arte e comentários sociais e políticos. Demonstra uma mistura entre a fotografia tradicional e temas não convencionais. Por exemplo, ela explora a abstração na paisagem vis-à-vis a colocação da linha do horizonte nas séries Icehouses (2001)  e Surfers (2003). Ela imprimiu fotografias usando íris impressões, Polaroids, efotogravura. Exemplos de referências à história da arte incluem o uso de fundos de cores brilhantes em retratos que fazem referência ao trabalho de Hans Holbein e os retratos frontais de corpo inteiro que fazem referência a August Sander. Opie também se retrata com seu filho na pose tradicional de Madonna e criança em Self Portrait/Nursing (2004).
O trabalho de Opie da década de 1990 pode estar relacionado às tradições da arte renascentista e barroca e transmitem um tom mais agressivo. Certos atributos históricos em suas imagens, temas e/ou ícones foram referenciados ao longo da história da arte.
Opie ficou conhecida pela primeira vez com Being and Having (1991) e Portraits (1993–1997), que retratam comunidades LGBT em Los Angeles e San Francisco. Being and Having observa a ideia de masculinidade e faz referência aos retratos do século XVII. Transmitiu fortes ideais e percepções com base em pessoas da comunidade LGBT, referenciando gênero, idade, raça e identidade; todos construídos em torno da identidade. Este corpo de trabalho joga de forma semelhante com aspectos performativos.
O uso de certos símbolos em suas obras permitiu que esses retratos fossem separados de qualquer uma de suas obras anteriores. Os retratos, por exemplo, Self Portrait / Pervert (1994) usa sangue. O simbolismo usado nesta obra é reconhecido como uma afirmação recorrente para Opie, pessoal e alegoricamente. Essas imagens transmitem referências simbólicas à celebração, acolhimento e lembrança da mudança e da relação pessoal com o corpo.
O uso de sangue de Opie também é visto em outro trabalho, intitulado, Self-portrait/Cutting (1993). Esta peça em particular é uma fotografia de uma gravura esculpida em suas costas. A gravura de sangue é uma imagem de duas mulheres de mãos dadas. Atrás delas está uma casa, com pássaros voando através de um céu parcialmente ensolarado. É claramente um desenho de criança. Opie está posicionada em frente a um papel de parede de tipo barroco. É verde esmeralda e revestido de muitos itens simbólicos. Os itens de maior valor simbólico são as frutas. As frutas são conhecidas por simbolizar fertilidade e abundância. É importante nesta peça reconhecer o significado do fruto. Essas duas mulheres juntas não são biologicamente capazes de gerar uma criança, mas estão diante de uma casa que representa a família.

Um tema social/político comum em seu trabalho é o conceito de comunidade. Opie investigou aspectos da comunidade, fazendo retratos de muitos grupos, incluindo a comunidade LGBT; surfistas; e, mais recentemente, jogadores de futebol americano do ensino médio. Opie está interessada em como as identidades são moldadas pela arquitetura circundante. Seu trabalho é baseado em sua identidade como lésbica assumida. Seus trabalhos equilibram pessoal e político. Seus retratos assertivos trazem queers para uma vanguarda que normalmente é silenciada por normas sociais. Seu trabalho também explora como a ideia de família varia entre comunidades heterossexuais e LGBTQ. Opie destaca que as famílias LGBTQ costumam basear suas famílias em amizades íntimas e na comunidade, enquanto as famílias heterossexuais se concentram em suas famílias individuais.
Opie referiu problemas de visibilidade; onde a referência às pinturas renascentistas em suas imagens declara os indivíduos como santos ou personagens. Os retratos de Opie documentam, celebram e protegem a comunidade e os indivíduos nos quais ela fotografa. Em Portraits (1993–1997), ela apresenta uma variedade de identidades entre a comunidade queer, como drag kings, cross dressers e transexuais F-to-M. Durante seu tempo em Los Angeles, Opie se concentrou fortemente em seu ambiente circundante para as obras Houses, Freeways e Mini-malls. Houses (1995–1996) mudaram para a arquitetura doméstica por meio de retratos de mansões em Beverly Hills e Bel Air. Freeways (1994–1995) retrata o sistema de rodovias de Los Angeles em preto e branco, o que era único em seu estilo usual. Os mini-malls (1997–1998) concluíram seus trabalhos em imagens icônicas da cultura de Los Angeles retratando outdoors e também identificando vários grupos étnicos em shopping centers.
Esta série focada em Los Angeles deu início a seu projeto em andamento American Cities (1997-presente), que é uma coleção de fotografias panorâmicas em preto e branco de cidades americanas. Esta série é semelhante ao trabalho anterior, Domestic (1995-1998), em que documentou sua viagem de 2 meses em um trailer, retratando famílias lésbicas engajadas em atividades domésticas diárias em todo o país.
Inspirando-se na fotografia de Robert Mapplethorpe, Nan Goldin por exemplo, que proporcionaram um espaço para liberais e feministas, Opie também explorou tais temas em seu trabalho.
Em 2011, Opie fotografou a casa da atriz Elizabeth Taylor em Bel Air, Los Angeles. Taylor morreu durante o projeto e nunca conheceu Opie. Opie tirou 3.000 imagens para o projeto; 129 constituíram o estudo concluído. As imagens resultantes foram publicadas como 700 Nimes Road. Collector Daily observou a "feminilidade implacável do gosto de Taylor" nas imagens contrastadas com a auto-declarada "identidade de uma mulher carniceira" de Opie em 700 Nimes Road e "status de Opie como uma mortal comum" em comparação com o estrelato de Taylor.
O primeiro filme de Opie, The Modernist (2017), é uma homenagem ao clássico de 1962 La Jetée do cineasta francês Chris Marker. Composto por 800 imagens estáticas, o filme tem como protagonista Pig Pen (também conhecido como Stosh Fila) - um artista performático gênero queer - como protagonista. The Modernist foi descrito como uma ode à cidade em que se passa, Los Angeles, mas também é visto como um questionamento do legado do modernismo na Américado Norte. O filme de vinte e dois minutos, em resumo, é sobre um artista irritado que só quer sua própria casa porque se apaixonou pela arquitetura de Los Angeles. Não podendo comprar um lugar para morar, o artista performático passa a incendiar a arquitetura da cidade.
A carreira de Opie como professora começou em 2001 na Universidade da Califórnia, Los Angeles (UCLA). Em 2019, a UCLA anunciou Opie como a cadeira inaugural do departamento de arte da universidade, uma posição criada para ela por um presente de US$2 milhões dos filantropos Lynda e Stewart Resnick.

## Exposições

### Exposições individuais
- Catherine Opie, The Photographers 'Gallery, Londres; Museu de Arte Contemporânea de Chicago .
- Catherine Opie: American Photographer, Guggenheim Museum, New York City, 26 de setembro de 2008 - 7 de janeiro de 2009. Incluía um catálogo enciclopédico de exposição de todas as quase 200 obras da Opie desde 1988, vagamente dividido em duas seções: retratos e paisagens.
- Somewhere in the Middle, 2011. Instalação permanente no Hillcrest Hospital Cleveland Clinic . O trabalho original foi criado para envolver visitantes, funcionários e pacientes do hospital durante os momentos difíceis de suas vidas.[34]
- Catherine Opie: Empty and Full, Institute of Contemporary Art, Boston, 2011.[35]
- Catherine Opie: Portraits and Landscapes, Wexner Center for the Arts, Columbus, 2015.[36]
- Catherine Opie: 700 Nimes Road, The Museum of Contemporary Art, Los Angeles, 2016.[37]
- Catherine Opie: The Modernist. Projetos Regen, Los Angeles, 2018.[38]
- Catherine Opie - De olho no mundo, Henie Onstad Kunstsenter, 6 de outubro de 2017 - 7 de janeiro de 2018.[39]

### Exposições coletivas
- Kiss My Genders. Hayward Gallery, Southbank Centre, London, 2019. O trabalho de Opie é apresentado ao lado de trabalhos fotográficos, de vídeo e de instalação de Holly Falconer, Peter Hujar e Del LaGrace Volcano.[40][41]

## Prêmios
- Prêmio de Artista Emergente do Citibank[42]
- Prêmio CalArts Alpert nas Artes (2003) [43]
- Prêmio Larry Aldrich (2004) [44]
- United States Artists Fellowship (2006) [45]
- Convenção Feminina pela Arte : Prêmio do Presidente pela Conquista da Vida (2009) [46]
- Archives of American Art Medal (2016) [47]
- Membro da Academia Nacional (2016) [47][48]
- Guggenheim Fellowship da John Simon Guggenheim Memorial Foundation (2019) [49][50]